# Мікробіота (рід)
Мікробіо́та перехреснопа́рна  (Microbióta decussáta) — вічнозелений хвойний чагарник із родини кипарисових. Єдиний вид роду мікробіота.

## Поширення
Мікробіота  — єдиний ендемічний рід хвойних в Росії.
У природних умовах росте в Приморському та Хабаровському краї. Ареал простягається від річки Партизанської до лівобережжя притоки Амура річки Анюй. Мікробіота є ендеміком гір Сіхоте-Аліня. Найчастіше росте на південних схилах гірських хребтів на висоті 350—1600 метрів над рівнем моря. Поширена на лисогорах вище межі лісу.

## Відкриття
Мікробіоту відкрив у 1921 році ботанік Борис Шишкін на горі Хуалаза, хребет Підан, зараз це гора Кринична на Лівадійському хребті Сіхоте-Алінської гірської країни. Опис зробив Володимир Комаров у 1923 році.

## Опис рослини
Однодомний вічнозелений чагарник зі сланкими або підведеними гілками. За сприятливих умов може сягати двох метрів заввишки та семи метрів завширшки.
Коренева система мікробіоти складається з тонких дуже розгалужених коренів.
Пагони тонкі, галузяться в одній площині. Гілки піднімаються на висоту 1,2-1,7 метра, але під зиму лягають і зимують під снігом. Часто стелиться по розсипищах згори до низу утворюючи непролазні хащі. Кора гладенька, коричневого або брунатного кольору. Хвоя дрібна лускоподібна. Взимку хвоя мікробіоти набуває брунатного кольору.
Квіти вітрозапильні.
Шишка мікробіоти завдовжки 5-6 мм, має одну насінину. Насіння дозріває в кінці серпня — на початку вересня.
Мікробіота рослина посухостійка, морозостійка, світлолюбна, невибаглива до ґрунтів, але погано переносить засоленість ґрунту та застій вологи.
Росте повільно, річний приріст прикінцевих пагонів дорослої рослини становить 3-5 см, рідше до 5-7 см. Припускають, що мікробіота живе до 250 років.
В гірських масивах виконує функцію укріплення схилів.

## Догляд
Мікробіота має гарний декоративний вигляд.
Якщо виникає потреба пересадити дорослу рослину, то необхідно завчасно підрізати коріння і організувати дбайливий догляд. Це треба для того, щоб до моменту пересадки чагарника утворилась компактна коренева система. Без попереднього підрізання коренів рослина може погано прижитись або взагалі загинути.

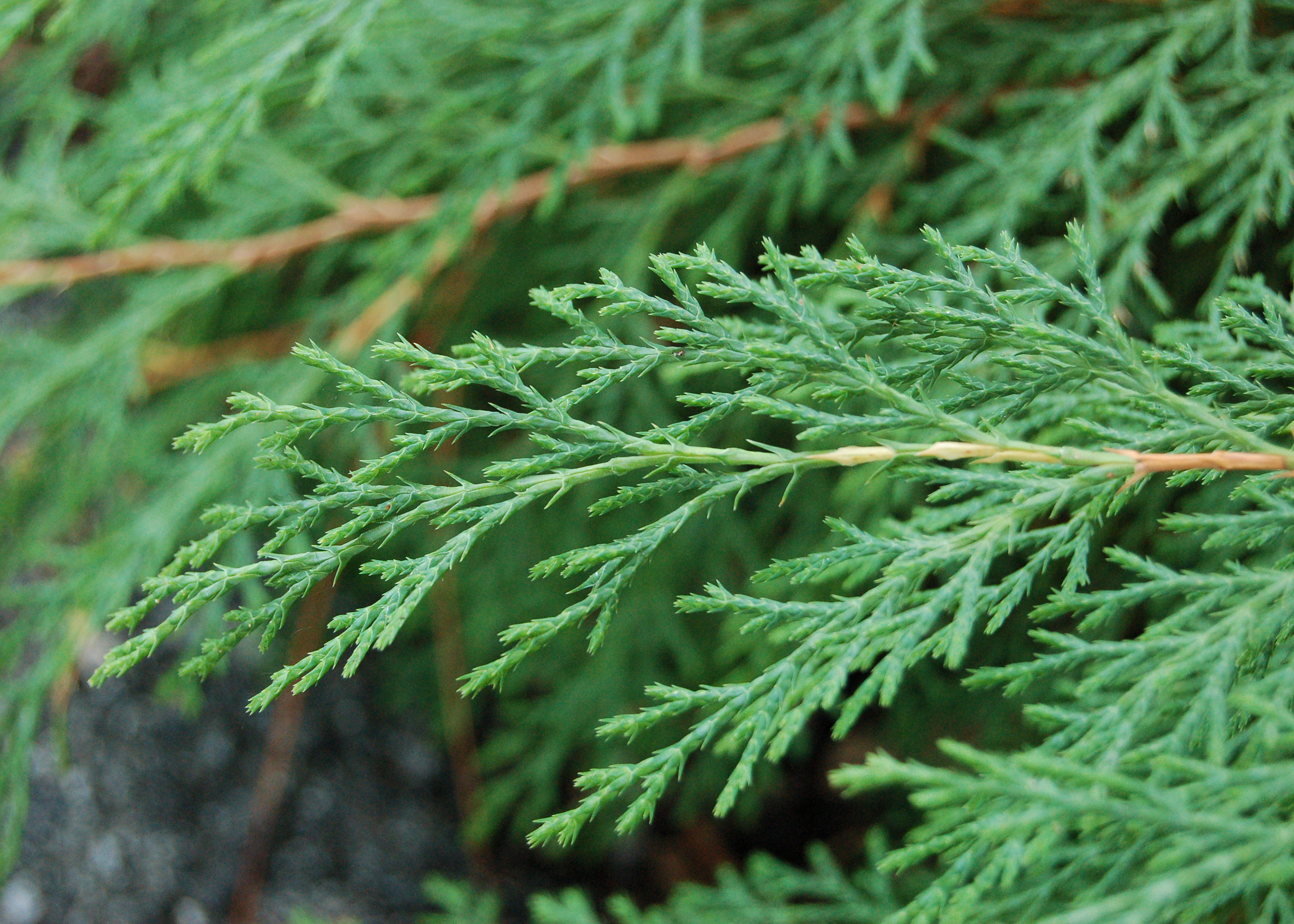
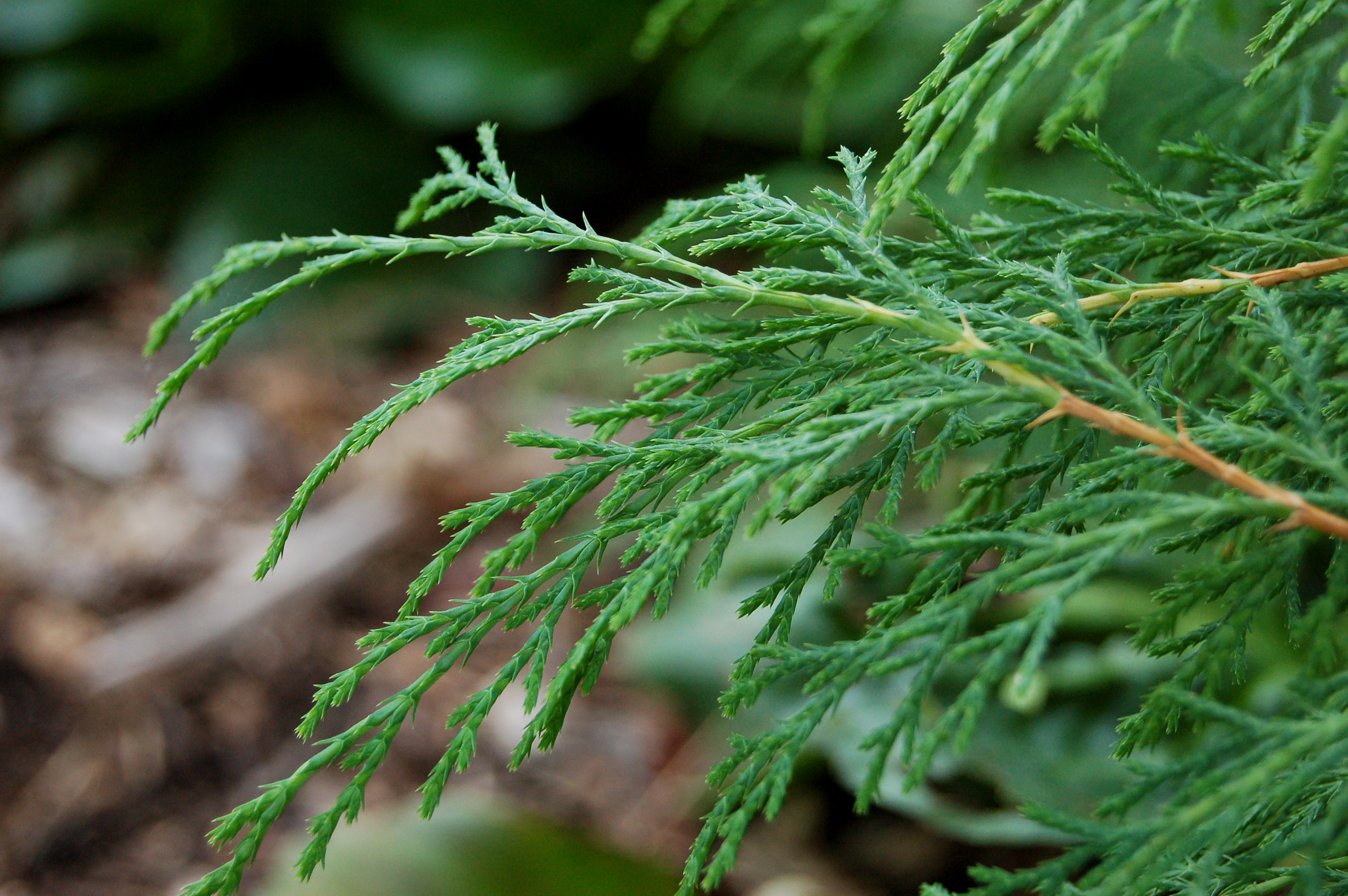